# 오리건주도 제10호선

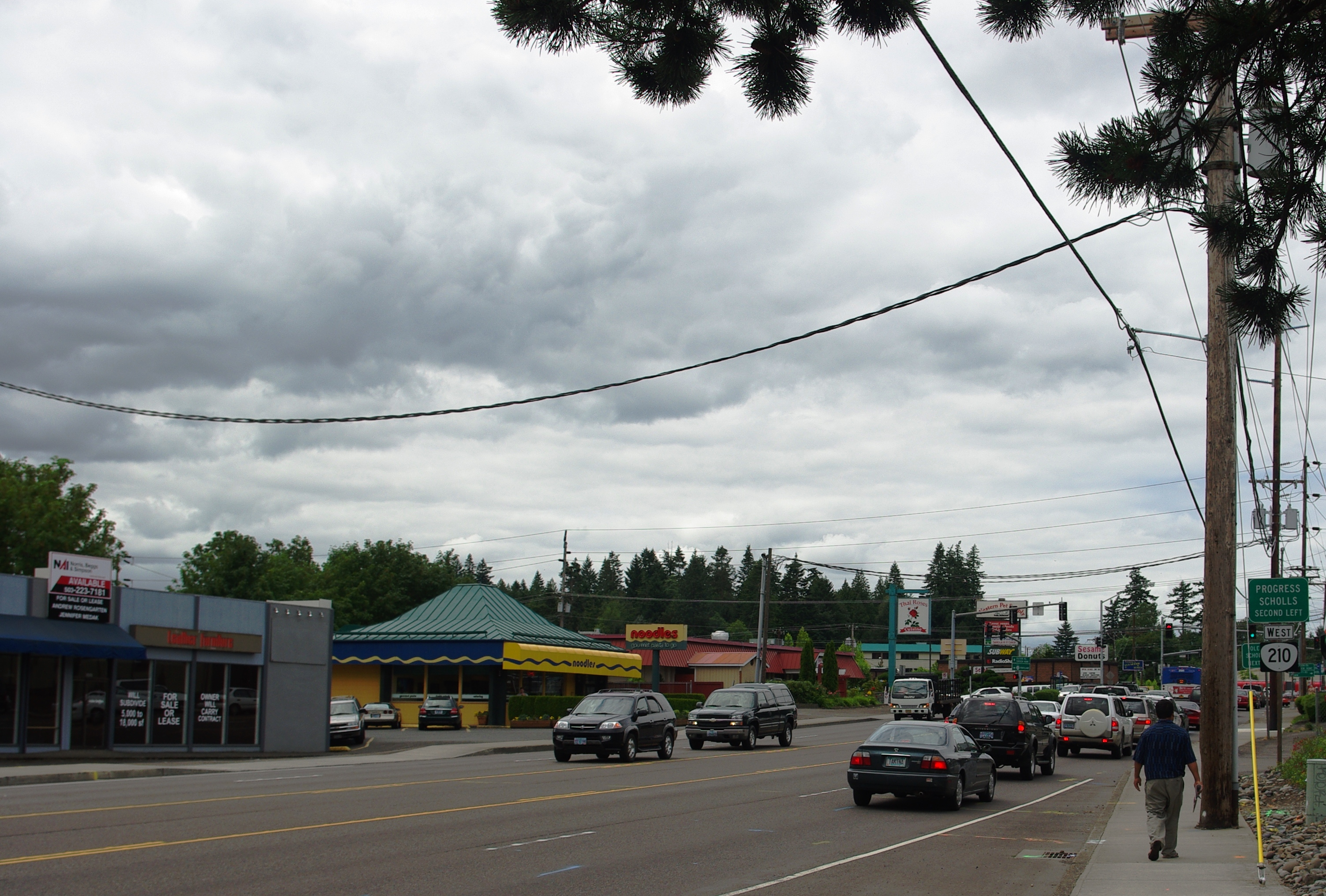
롤리힐스를 관통하고 있는 오리건주도 제10호선

오리건주도 제10호선(Oregon Route 10, OR 10)은 오리건주의 파밍턴에서 포틀랜드까지 이르는 총 연장 18.55 mi(29.85 km)의 구간으로 구성되어 있는 미국의 주도이다. 그래서 해당 도로는 포틀랜드와 그 주변의 서쪽 교외를 관통하고 있는 주도이다.

## 통과하는 지역
- 워싱턴군
  - 비버턴 - 롤리힐스(영어판)
- 멀트노머군
  - 포틀랜드

## 통과하는 도로
- 고속도로 : 주간고속도로 제5호선
- 국도 : 국도 제26호선
- 오리건주도 : 다음과 같음
  - 오리건주도 제99W호선
  - 오리건주도 제210호선
  - 오리건주도 제217호선
  - 오리건주도 제219호선